# Apophthegmata Patrum
Az Apophthegmata Patrum vagy Az Atyák mondásai (latinul: Apophthegmata Patrum Aegyptiorum, ógörögül: ἀποφθέγματα τῶν ἁγίων γερόντων, ἀποφθέγματα τῶν πατέρων, τὸ γεροντικόν) szentenciagyűjtemény, amelybe az egyiptomi szerzetes atyák – a sivatagi atyák – történeteit és mondásait gyűjtötték össze az 5. század környékén.

## Leírás
A gyűjtemény bölcs történeteket tartalmaz az egyiptomi sivatagban élő korai keresztény remeték spirituális gyakorlatairól és tapasztalatairól. Általában párbeszédek formában írták egy fiatal szerzetes és spirituális atyja között, vagy látogatóknak adott tanácsok formájában. Eredetileg kopt nyelven született, csak később öntötték írott formába görög nyelven. A történetek népszerűen voltak a korai keresztény szerzetesek körében és számos formában és gyűjteményben jelentek meg.
A görög ábécé szerint rendszerezett gyűjtemény és a latin Apophthegmata Patrumot alkotó Verba Seniorum és Aegyptiorum Patrum Sententiae egymáshoz való viszonya nem tisztázott. A latin gyűjteményhez feltehetőleg köze van a későbbi I. Pelágiusz pápának, aki III. János pápa szubdiakónusa volt. A Verba seniorumot bedolgozták a Vitae Patrumba. Nem kizárt, hogy a gyűjtemény első összeállítója Evagriosz Pontikosz volt.
A legkorábbi időpont, amikor írásos formába öntötték, a 4. század vége. Két 5. századi változata, a Collection Monastica című etióp gyűjtemény és Gázai Szent Ézsaiás Ascetica című munkája azt mutatják, hogyan lett a szóbeli hagyományból írásbeli gyűjtemény.

## Magyarul
- A szent öregek könyve. A szerzetes atyák mondásainak ábécé-sorrendes gyűjteménye; ford., bev., bibliográfia, jegyz. Baán István; 2. jav. kiad.; 2010 (Ókeresztény örökségünk, 15.), 408 p., ISBN 9789639670747